# Marcus di Giuseppe
Marcus „Bica“ di Giuseppe (* 12. März 1972 in Registro) ist ein ehemaliger brasilianischer Fußballspieler.

## Karriere
Bica spielte bis 1996 in Peru für Sporting Cristal. Im Januar 1996 wechselte er zum österreichischen Bundesligisten SV Austria Salzburg. Sein Debüt für Austria Salzburg in der Bundesliga gab er im März 1996, als er am 19. Spieltag der Saison 1995/96 gegen die SV Ried in der Startelf stand und in der Halbzeitpause durch Dean Računica ersetzt wurde. Seinen ersten Treffer in der höchsten österreichischen Spielklasse er zielte er im Mai 1996 bei einer 3:1-Niederlage gegen den FC Tirol Innsbruck. Insgesamt absolvierte Bica 18 Spiele in der Bundesliga, in denen er drei Tore erzielte, davon absolvierte er elf in der Saison 1996/97, in der Salzburg Meister wurde. Allerdings verließ Bica den Verein während der laufenden Saison.
1997 wechselte er nach Griechenland zu Paniliakos Pyrgos. Für den Verein absolvierte er 15 Spiele in der Alpha Ethniki. 1998 kehrte er nach Peru zurück und wechselte zu den  Sport Boys.
Im September 1999 wechselte Bica nach England zum AFC Sunderland. Nach kurzer Zeit bei Sunderland schloss er sich im Oktober 1999 dem Zweitligisten FC Walsall an, für den er ein Spiel absolvierte. Im Januar 2000 wechselte er abermals nach Peru, diesmal zu Universitario de Deportes. Ab Januar 2001 spielte er in Uruguay beim Danubio FC. Nach einem halben Jahr in Uruguay kehrte er im Sommer 2001 nach Peru zurück und schloss sich Deportivo Wanka an. Danach spielte er noch für Estudiantes de Medicina und den Coronel Bolognesi FC, ehe er nach der Saison 2005 seine Karriere beendete.

## Erfolge
SV Austria Salzburg
- Österreichischer Meister: 1996/97